# Wilfried Niflore
Wilfried Niflore (Tolosa, 29 aprile 1981) è un ex calciatore francese, di ruolo attaccante.

## Carriera

### Club
Dopo aver giocato con varie squadre francesi, approda nel 2008 in Bulgaria, al Liteks Loveč.

## Palmarès

### Club

#### Competizioni nazionali
- Campionato bulgaro: 1

Litex Lovec: 2009-2010
- Coppa di Bulgaria: 2

Litex Loveč: 2007-2008, 2008-2009

### Individuale
- Capocannoniere del campionato bulgaro: 1

2009-2010